# Proxy
Proxy (av engelska proxy som betyder "ombud", "fullmakt", "ställföreträdande" eller "indirekt") betyder i vetenskapliga sammanhang att man vill mäta eller uppskatta något som inte kan mätas direkt, där man då istället mäter något annat som har en känd relation till det man egentligen ville undersöka.
All proxy är behäftad med en något större osäkerhet än vid direkt mätning av det man vill mäta. Vilken mätmetod som använts, samt en redovisning av skattad osäkerhet i relationen mellan proxy och sökt information bör därför alltid anges.
Kunskapen om forna förhållanden i miljö och livsförhållanden kan endast erhållas via proxy. Några exempel:
- Kol-14 metoden mäter restvärde av den radioaktiva isotopen kol-14 i ett biologiskt prov. Eftersom radioaktiviteten avklingar på ett känt vis efter individens död, kan man genom att bestämma restvärdet få en bra uppskattning på hur gammalt provet är, det vill säga hur lång tid som förflutit sedan individen avled.

- Pollenanalys i sjöbottensediment kan ge upplysningar om vilka växter som fanns vid sjöstranden när sedimenten avsattes, vilket kan indikera långlivad eller förändrad miljö

- Isborrprov i stora glaciärer på Grönland eller Antarktis kan ge upplysning om atmosfärens innehåll av koldioxid vid olika tider i jordens historia.

- Genom att studera fossiliserade växters klyvöppningar, kan man jämföra med kända nivåer på koldioxid och se vilken halt atmosfären innehöll när växten levde.